# Marie Eleonora Hesensko-Rotenburská
Marie Eleonora Hesensko-Rotenburská (Marie Eleonora Amálie; 25. února 1675, Rheinfels – 27. ledna 1720, Sulzbach) byla rodem hesensko-rotenburská lantkraběnka a sňatkem sulzbašská falckraběnka.

## Život
Marie Eleonora se narodila jako druhé dítě lantkraběte Viléma Hesensko-Rotenburského a jeho manželky Marie Anny z Löwenstein-Wertheim-Rochefort. Jejím mladším bratrem bylErnest Leopold, budoucí vládce Hesensko-Rotenburgu.
Byla zasnoubena s Teodorem Eustachem ze Sulzbachu, dědicem falcko-sulzbašského vládce Kristiána Augusta. Pár byl oddán 9. června 1692 v českých Lovosicích; nevěstě bylo sedmnáct a ženichovi třicet tři let.
Marie Eleonora zemřela 27. ledna 1720 ve věku 44 let v Sulzbachu.

## Potomci
Za dvacet osm let manželství Marie Eleonora porodila devět dětí, z nichž se šest dožilo dospělosti:
- Amálie Augusta Marie Anna Falcko-Sulzbašská (7. června 1693 – 18. ledna 1762)
- Josef Karel Falcko-Sulzbašský (2. listopadu 1694 – 18. července 1729)
- Františka Kristýna Falcko-Sulzbašská (16. května 1696 – 16. července 1776)
- Ernestina Falcko-Sulzbašská (15. května 1697 – 14. dubna 1775)
- Jan Vilém Filip Falcko-Sulzbašský (3. června 1698 – 12. dubna 1699)
- Jan Kristián Falcko-Sulzbašský (23. ledna 1700 – 20. července 1733)
- Alžběta Eleonora Augusta Falcko-Sulzbašská (19. dubna 1702 – 10. února 1704)
- Anna Kristina Falcko-Sulzbašská (5. února 1704 – 12. března 1723)
- Jan Vilém August Falcko-Sulzbašský (21. srpna 1706 – 28. srpna 1708)